# María Inmaculada Rodríguez-Cunill
María Inmaculada Rodríguez-Cunill (Cádiz, 1966) es una artista plástica, investigadora y académica española, catedrática de Pintura en la Facultad de Bellas Artes de la Universidad de Sevilla, siendo la primera mujer en ocupar este puesto desde marzo de 2023. Su trabajo artístico y académico se centra en el estudio de la representación visual de las violencias sistémicas y la invisibilización de minorías.
Es, junto a la directora de cine Ana Rosa Diego una de las dos mujeres que fueron miembros fundacionales de la denominada Generación CineXin

## Trayectoria académica
Rodríguez-Cunill es doctora en Bellas Artes (1999) y en Ciencias de la Información (1997) por la Universidad de Sevilla. Su carrera en esta institución comenzó en puestos administrativos (conserjerías y bibliotecas) antes de iniciar su camino académico, lo que según ella le dio una visión singular de la universidad.
En 2023 obtuvo la cátedra de Pintura, siendo la primera mujer en alcanzar esta posición desde que en 1978 se fundara la Facultad de Bellas Artes sevillana.
Ha sido profesora visitante en diversas instituciones internacionales como:
- Universidad Nacional Autónoma de México (UNAM)
- Colorado State University (Estados Unidos)
- Universidad Nuestra Señora de la Paz (Bolivia)
- Paese Museo (Cerdeña)
- Universidad de Salamanca
- Universidad de Málaga [6]

## Investigación y obra artística
Su investigación se centra en cuatro líneas principales:
1. Representación visual de las violencias sistémicas
2. Estudios sobre invisibilización de minorías 
3. Expresiones culturales de las periferias geográficas e ideológicas 
4. Sostenibilidad y patrimonio.

### Proyectos destacados
- “Recuperación de obra plástica invisibilizada en los campos de concentración Japoneses-Americanos de la Segunda Guerra Mundial” (2022-actualidad): Proyecto comparativo entre contextos estadounidenses y españoles.[7]

- “La ciudad de la violencia” (2018-actualidad): Investigación pictórica que realiza un mapa visual de diferentes niveles de violencia grupal, de lo autobiográfico a lo planetario.

- “Periferias CAP” (2025-actualidad): Investigación sobre artes y otras expresiones culturales en los márgenes y fuera de la mainstream. [8]

### Obras artísticas relevantes
- "Invisibilización" (2017): Instalación multimedia que explora mecanismos de exclusión social. Exhibida en la muestra Invisibilizadas, compartiendo desde el comisariado la exhibición de obras de artistas como María Cañas, Federico Guzmán, Mara León, Manolo Cuervo o Fernando Parrilla.[9]
- "Ruido para quienes no quieren oír..." (2016): Obra transmedia que combina escultura, videoarte y sonido.[10]
- "Maculadas sin remedio" (2019): Exposición colectiva comisariada por ella con obras de 15 artistas mujeres, entre las que se encuentran Charo Corrales, Anna Jonsson o Tonia Trujillo.[11]

## Publicaciones
Rodríguez-Cunill ha publicado más de 50 trabajos académicos entre libros, capítulos y artículos. Algunos destacados:

### Libros
- Felicidad en el Inmozulo (2008, Consejería de Cultura, Junta de Andalucía)[12]
- Manual de Semiótica aplicada al periodismo, la publicidad y la comunicación audiovisual (2005, Ed. Universidad de Sevilla)[13]
- La Arquitectura española del siglo XIX (2001, Ed. Liceus)[14]

### Artículos científicos
- "De l´immonde au divin. Transits à travers le fumier moral” (2023,  Eigensinn 02/023: Saintes: Études ruseés sur les lieux communs, Universidad de Lieja)[15]
- "Maculadas Sin Remedio: tres casos de represión en la creación visual” (2019, Revista Confluencia, University of Northern Colorado)[16]

## Grupos de investigación
- Miembro del grupo "Teoría y Tecnología de la Comunicación" (GITTCUS) (HUM-384 1996-2005 y 2012-2024).[17]
- Directora e Investigadora principal del "Grupo Interdisciplinar en Artes Colectivas y Espacios Culturales" (GIACEC HUM 823)( 2005-2012).[18]
- Directora e Investigadora principal del Grupo de Investigación  "Periferias CAP" (HUM 1125) (2025).[19]

## Reconocimientos
- Beca de investigación a la Colorado State University- College of Liberal Arts. Ministerio de Universidades (2022).
- Beca de creación artística Iniciarte. Junta de Andalucía (2007).
- Premio Fundación Telefónica en Docencia en Red (2005)
- Beca para el proyecto “Identidades complejas y formas de autoría artística en el nuevo paradigma: de la pintura en la retórica de las bellas artes a los colectivos emergentes tecnológicos” (2006), Servicio de Relaciones Exteriores del Gobierno de México